# Jan Ptaszyn Wróblewski
Jan "Ptaszyn" Wróblewski (Kalisz, 27 de marzo de 1936-Varsovia, 7 de mayo de 2024) fue un músico de jazz, saxofonista tenor y barítono polaco. Director de big band.

## Artistas relacionados
- Krzysztof Komeda
- Andrzej Kurylewicz

## Álbumes
- 1956 Sextet Komedy: Festiwal Jazzowy Sopot
- 1958 All Stars Swingtet
- 1958 Jazz Believers
- 1958 Newport International Youth Band
- 1960 Quintet Ptaszyna Wróblewskiego
- 1960 Jazz Jamboree’60
- 1961 Jazz Outsiders
- 1961 Kwintet Jerzego Miliana + Jan Ptaszyn Wróblewski
- 1961 Jazz Jamboree’61
- 1962 Ballet Etudes: The Music of Komeda
- 1963 Kwintet Andrzeja Kurylewicza
- 1964 Polish Jazz Quartet
- 1965 Ptaszyn Wróblewski Quartet
- 1965 Jazz Jamboree’65
- 1969 Studio Jazzowe Polskiego Radia
- 1974 Sprzedawcy glonów
- 1975 SPPT Chałturnik i Andrzej Rosiewicz
- 1976 Skleroptak
- 1977 Mainstream
- 1977 Kisa Magnusson & Mainstream
- 1978 Jam Session w Akwarium 1
- 1980 Z lotu Ptaka
- 1983 New Presentation
- 1989 Jan Ptaszyn Wróblewski: Polish Jazz
- 1993 Czwartet-Live In Hades
- 1995 Made in Poland
- 1998 Henryk Wars Songs
- 2005 Real Jazz
- 2007 Supercalifragilistic